# 가토 다다히로

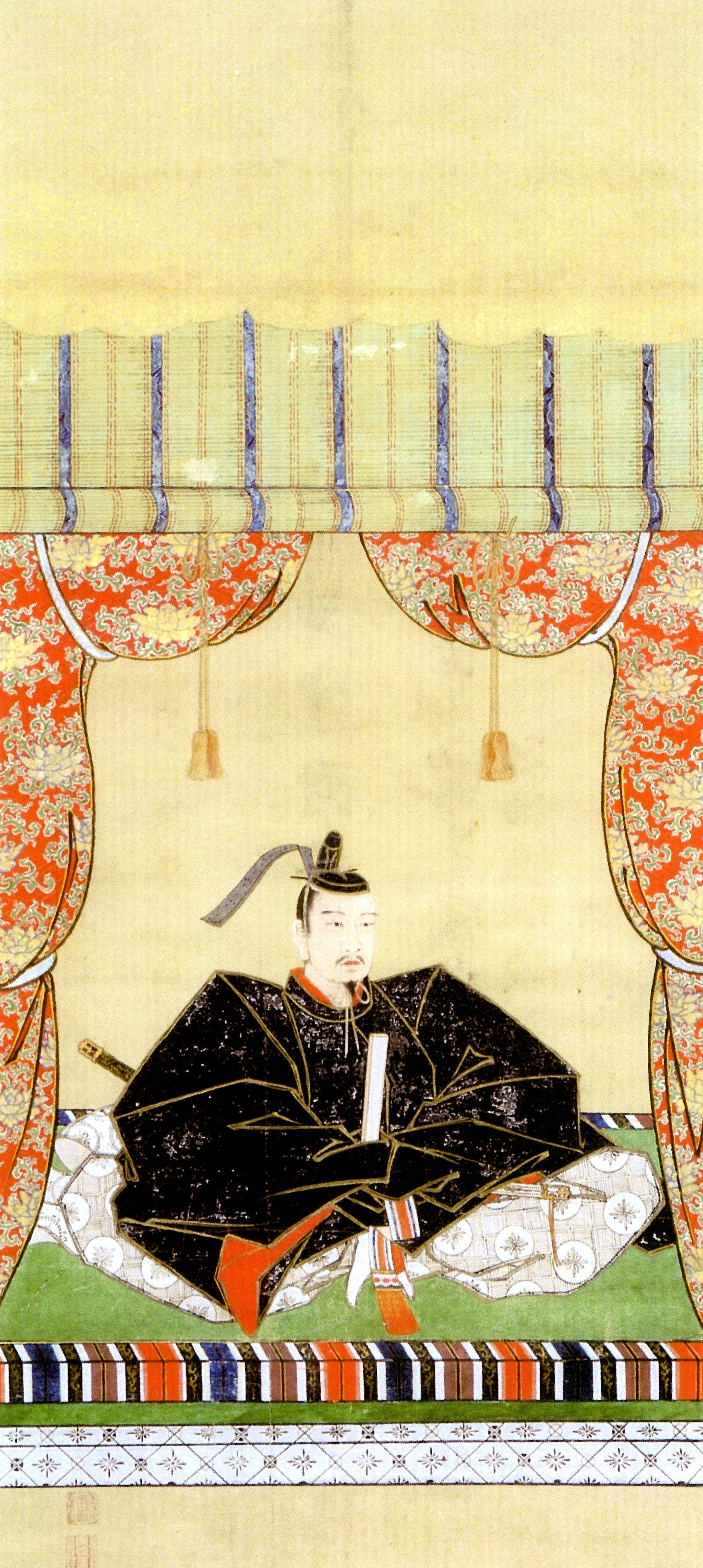
가토 다다히로

가토 다다히로(일본어: 加藤忠広, 1601년 ~ 1653년 8월 1일)는 일본 에도 시대의 다이묘로, 구마모토번의 2대 번주이자, 데와 마루오카 번주이다. 가토 기요마사의 두 번째 아들로 태어났다. 어릴적 이름은 도라노스케(일본어: 虎之助), 도라카쓰(일본어: 虎勝)이며, 관위는 종4위하, 시종이다.
형 가토 다다마사가 일찍 사망하면서 다다히로가 세자가 되었고, 게이초 16년(1611년)에 기요마사가 사망하자 그 뒤를 이어 번주가 되었다. 아직 나이가 어렸기 때문에 도도 다카토라가 후견인 역할을 했다고 한다. 그러나 다다히로는 아버지와 달리 통솔력이 결여되어 가신단을 완전히 장악하지 못하였고, 우시카타 우마카타 소동 등 중신들의 대립으로 인한 분쟁이 발생하여, 번의 정치는 혼란스러웠다. 간에이 9년(1632년) 5월 22일, 에도로 상경하던 도중 시나가와에서 입성을 제지당하고, 이나바 마사카쓰(稲葉正勝)에 의해 영지 몰수의 처분을 명받았으며, 데와 쇼나이번주 사카이 다다카쓰의 감시를 받는 몸이 되었다. 그 후 데와 마루오카 번 1만 석 영지를 받아, 1년 후 마루오카로 찾아온 어머니 세이오인(일본어: 正応院)을 모시고 그곳에서 여생을 보냈다. 다다히로는 울분을 떨치려는 듯 글씨를 쓰고 시가를 읊으며 지냈고, 사카이 다다카쓰가 있는 곳으로 자주 찾아갔다고 한다. 어머니가 사망한 지 2년이 지난 조오 2년(1653년), 53세의 나이로 사망하였다.
| 전임 가토 기요마사 | 제2대 구마모토번 번주 1611년 ~ 1632년 | 후임 호소카와 다다토시 |

|  | 데와 마루오카 번 번주 1632년 ~ 1653년 | 후임 폐번 |

## 같이 보기
- 가토 기요마사
- 가토 요시아키